# グンディウィンディ
グンディウィンディ（Goondiwindi）は、オーストラリアのクイーンズランド州南東部にある町。人口は6,355人（2016年）。
ニューサウスウェールズとの州境近く、州都ブリスベンの西方約350kmに位置し、姉妹都市のBoggabillaが州境を挟んだニューサウスウェールズ州側に 南接する。

## 由来
グンディウィンディ（Goondiwindi）という名は、アボリジニの言葉で"鳥が休息する場所" の意から来ている。

## 交通
以下の幹線道路が走る：
- カニンガム・ハイウェイ
- ニューウェル・ハイウェイ
- ライクハート・ハイウェイ
- ゴア・ハイウェイ
- ブルクスナー・ハイウェイ（Bruxner Highway）